# Nanziger
 (décembre 2017).
Si vous disposez d'ouvrages ou d'articles de référence ou si vous connaissez des sites web de qualité traitant du thème abordé ici, merci de compléter l'article en donnant les références utiles à sa vérifiabilité et en les liant à la section « Notes et références ».
 (décembre 2017).
Les Nanziger (aussi appelés « Nancéiens ») étaient un groupe d'autonomistes alsaciens-lorrains emprisonnés par les autorités françaises au début de la Seconde Guerre mondiale.

## Incarcération
En octobre 1939, les leaders de l'autonomisme alsacien-lorrain sont arrêtés et transférés à la prison militaire de Nancy — d'où leur surnom. À l'instar de Karl Roos, arrêté plus tôt, en février 1939, ils sont inculpés d'espionnage au profit de l'ennemi, mais, faute de temps, leur procès n'aura jamais lieu.

## Transfert
Devant l'avancée des troupes allemandes, la prison militaire est vidée de ses occupants le 14 juin 1940. Les « Nanziger » sont évacués par bus vers Dijon puis Lyon. Ils sont scindés en deux groupes : le premier en direction de Privas composé :
- du chef de la Jungmannschaft Hermann Bickler
- des conseillers municipaux strasbourgeois, René Hauss, René Schlegel et Paul Schall (membres de la Landespartei)

Le second groupe en direction de Carcassonne composé :
- des députés Jean-Pierre Mourer (elsässische Arbeiter- und Bauernpartei), Joseph Rossé et Marcel Stürmel (Volkspartei)
- du lorrain Victor Antoni (Christlich-soziale Volkspartei Lothringens)
- des Jungmänner (membres de la Jungmannschaft) Rudolf (Rudi) Lang, Peter Bieber et Edmond Nussbaum
- de l'archiviste de la ville Strasbourg, le Dr. Joseph Brauner
- du directeur général de l'hôpital civil de Strasbourg, Dr. Joseph Oster
- du folkloriste Joseph Lefftz (à vérifier, était incarcéré à Nancy)
- de Jean Keppi, secrétaire général de la Volkspartei et Camille Meyer, rédacteur à l'Elsass-Lothringische Zeitung (organe de la Landespartei)

Un commando de la Wehrmacht, commandé par le major Dehmel, les prend en chasse. Ils seront finalement remis aux Allemands le 17 juillet à Chalon-sur-Saône puis reconduits en Alsace. Rossé, Schall et Bickler se plaindront des conditions éprouvantes durant ce transfert vers le sud de la France et du « sadisme » de leurs geôliers. Ils racontèrent aussi que leur périple les auraient conduit à Marseille, où ils devaient embarquer pour l'Algérie, afin d'y être fusillés, ce qui n'a réellement pas de sens. Le bateau aurait été, lui, torpillé par les Italiens retardant leur départ. La période d'incarcération aura duré 10 mois.

## Le manifeste des Trois-Épis
Arrivés en Alsace, les « Nancéiens » sont cloîtrés dans un hôtel aux Trois-Épis où les attend Robert Ernst. Pendant ces 48 heures, Ernst va tenter de convaincre les « Nancéiens » de prendre part à la construction de la grande Allemagne national-socialiste, à travers l’Elsässer Hilfsdienst (EHD). Ernst écrira dans ses mémoires que le fait de placer des autonomistes était un moyen d'éviter la mainmise des fonctionnaires badois sur l'administration en Alsace. Or les « Nanziger » n'occupèrent que des postes d'importance moyenne (Kreisleiter principalement), ôtant du poids à ces arguments. Il fit signer à chacun le manifeste (en allemand) suivant qui fut transmis à Hitler le 18 juillet 1940 :

« Mon Führer !
Aujourd'hui, les protagonistes de la lutte menée par notre peuple alsacien-lorrain : Antoni, Bickler, Bieber, Brauner, Hauss, Keppi, Lang, Meyer, Mourer, Nussbaum, Oster, Rossé, Schall, Schlegel, Stürmel, libérés des geôles françaises, foulent à nouveau le sol alsacien. Ils ne s'étaient chargés que du seul crime de fidélité à leur Volkstum d'origine, celui des Alamans des régions limitrophes des Vosges et du Rhin, de la Sarre et de la Moselle. En dépit de toutes les intimes détresses, leur objectif unique fut toujours le règne de la justice et de la paix et de l'entente entre les peuples allemand et français jusqu'au jour où la France, dans un 
incroyable geste d'aveuglement [expression mise à la place de "d'une manière criminelle"], déclara la guerre au peuple allemand, refusant du fait cette offre généreuse.
En union avec ces personnalités, des dizaines de milliers d'hommes de confiance, membre du EHD, au service du Führer, du Peuple et du Reich, ainsi que des centaines de milliers d'Alsaciens, vous supplient d'effectuer l'intégration de leur pays natal au Grand Reich, en mémoire de Karl Roos, tombé sous les balles françaises.
Le responsable du EHD Dr. Robert Ernst
Signé Antoni, Bickler, Bieber, Brauner, Hauss, Keppi, Lang, Meyer, Mourer, Nussbaum, Oster, Rossé, Schall, Schlegel, Stürmel »

## Activité jusqu'à la fin de la guerre
Du 28 novembre au 2 décembre 1940, à l'invitation du ministre de l'Intérieur du Reich, Wilhelm Frick, les « Nanziger » commencèrent un voyage d'information à Berlin. À cette occasion ils furent reçus entre autres par Frick, Otto Meissner, Hans Heinrich Lammers et Heinrich Himmler. Avec ce dernier ils visitèrent le camp de concentration de Sachsenhausen où on voulut leur prouver que les rapports étrangers sur les camps de concentration allemands n’étaient que pures inventions. Le 30 octobre 1941 Ernst, Schall, Bickler, Schlegel et Mourer prirent part à Munich, en présence de Karl Haushofer et de Franz Ritter von Epp, à la commémoration annuelle du putsch d’Hitler: pour honorer la mémoire de leur compagnon de route en politique, Karl Roos, considéré comme un autre martyr du  national-socialisme. Le 23 novembre 1941 les « Nanziger » furent nommés « citoyens d'honneur » de l'université du Reich qui venait d’être fondée à Strasbourg. De 1941 jusqu'à 1943 des banquets furent organisés chaque année en leur honneur par le gauleiter Wagner et par le maire de Strasbourg Ernst.
Certains « Nanziger » retrouvèrent leurs situations antérieures (Brauner, Oster). Les autres reçurent un poste de kreisleiter : Bickler à Strasbourg, Hauss à Haguenau, Lang à Saverne, Nussbaum à Molsheim, Mourer à Mulhouse. Financièrement ces postes n'étaient pas très lucratifs, en outre, les nominations n’avaient qu’un caractère provisoire. Stürmel devint adjoint et conseiller municipal à Mulhouse, tandis qu’Antoni devint maire de Fénétrange. Schall fut nommé rédacteur en chef adjoint du journal officiel du parti, les Straßburger Neueste Nachrichten, tandis que Rossé devenait chef du bureau d’indemnisation pour ceux qui avaient combattu en faveur du germanisme en Alsace et, finalement, directeur général de la maison d'édition Alsatia à Colmar. Après la guerre la plupart des « Nanziger » furent condamnés par les tribunaux français pour collaboration et haute trahison.

## Sources
- Philip Bankwitz, Les Chefs autonomistes alsaciens 1919-1947, édit. Libr. Istra, Strasbourg, 1980 (Saisons d'Alsace n° 71)
- Lothar Kettenacker, La Politique de nazification en Alsace, édit. Istra, Strasbourg, 1978 (Saisons d'Alsace n° 65 et 68)